# Rescue me (EUROGROOVEの曲)
「rescue me」（レスキュー・ミー）は、EUROGROOVEの楽曲で3作目のシングル。1995年2月1日にcutting edgeから発売された。EUROGROOVE guest vocal dannii minogue名義。

## 概要
ゲスト・ヴォーカルにダニー・ミノーグを迎えた3枚目のシングル。ダニーは英詩の作詞にも携わっている。
曲のレコーディングとミュージック・ビデオの撮影は日本で行われた。
翠玲をヴォーカルに迎え、アレンジを変えたヴァージョンが次作『RESCUE ME〜奪回愛恋〜』として発売された。

## 収録曲
作詞：ダニー・ミノーグ・Jeoy Johnson・Dee Wright／作曲： 小室哲哉／Mixed by Pete Hammond & Steve Hammond
1. rescue me (Radio Edit) - 5:34
松竹系配給映画『写楽』イメージソング。
2. rescue me (Original Full Lenge Mix) - 6:20
3. rescue me (Soul Fake Remix) - 7:23